# Dennis C. Jett
Dennis Coleman Jett (* 26. Juni 1945 in Waltham, Massachusetts) ist ein ehemaliger US-amerikanischer Diplomat, der unter anderem zwischen 1993 und 1996 Botschafter der Vereinigten Staaten in Mosambik sowie von 1996 bis 1999 Botschafter in Peru war.

## Leben

### Studien, Eintritt und Verwendungen im diplomatischen Dienst
Dennis Coleman Jett, Sohn eines Offiziers der US Air Force (USAF) absolvierte eine Ausbildung zum Seeoffizier an der US Naval Academy in Annapolis und wurde anschließend in die Reserve der US Navy versetzt. Ein darauf folgendes grundständiges Studium an der University of New Mexico (UNM) beendete er 1968 mit einem Bachelor of Arts (BA) und ein anschließende postgraduales Studium 1969 mit einem Master of Arts (MA). 1972 trat er als Foreign Service Officer in den diplomatischen Dienst des Außenministeriums ein und absolvierte zunächst ein Studium der spanischen Sprache am Foreign Service Institute FSI, der Ausbildungsstätte des diplomatischen Dienstes, woraufhin er zwischen 1972 und 1975 Attaché für politische Angelegenheiten an der Botschaft in Argentinien war. Nach seiner Rückkehr war er im Außenministerium zwischen 1975 und 1977 zunächst Einsatzsachbearbeiter im Operationszentrum sowie im Anschluss von 1977 bis 1978 Stabsassistent in der Unterabteilung Wirtschaft (Bureau of Economic Affairs). Während einer einjährigen Beurlaubung war er zwischen 1978 und 1979 als Rohstoffhändler in New York City tätig und nach seiner Rückkehr von 1979 bis 1980 Mitarbeiter im Erdöl- und Energiereferat der Unterabteilung Wirtschaft.
Daraufhin war Jett zwischen 1980 und 1983 Wissenschaftsattaché an der Botschaft in Israel und wechselte danach von 1983 bis 1985 als Referent für Argentinien ins Außenministerium. Zu dieser Zeit wurde Raúl Alfonsín nach siebenjähriger Militärdiktatur und nach dem Falklandkrieg erster demokratisch gewählter Präsident von Argentinien. Nachdem er zwischen 1985 und 1986 im Rahmen des Pearson-Programms am International Center of Florida in Miami tätig gewesen war, war er von 1986 bis 1989 als Deputy Chief of Mission Ständiger Vertreter und Stellvertreter des Botschafters in Malawi. In dieser Zeit war er nach der Abberufung von Botschafter Weston Adams von August 1986 bis zum Amtsantritt von Botschafter George Arthur Trail III im Mai 1988 zugleich als Chargé d’Affaires ad interim Geschäftsträger und kommissarischer Leiter der Botschaft in Malawi. Daraufhin übernahm er zwischen 1989 und 1991 als Deputy Chief of Mission den Posten als Ständiger Vertreter und Stellvertreter des Botschafters in Liberia, wobei es in dieser Zeit zum Sturz und der anschließenden Ermordung von Staatspräsident Samuel K. Doe am 9. September 1990 kam.
Nachdem Dennis C. Jett zwischen 1991 und 1992 ein Führungskräfteseminar für Diplomaten besucht hatte, war er im Außenministerium zwischen 1992 und 1993 Exekutivassistent des Leiters der Politischen Abteilung (Under Secretary of State for Political Affairs) Arnold Kanter. Nach einer kurzen Abordnung als Afrika-Referent in den Nationalen Sicherheitsrat NSC (National Security Council) 1993, absolvierte er ebenfalls 1993 ein Studium der portugiesischen Sprache im Foreign Service Institute.

### Botschafter in Mosambik und Peru
Am 16. Juli 1993 wurde Jett zum Botschafter der Vereinigten Staaten in Mosambik ernannt und übergab dort am 17. November 1993 als Nachfolger von Townsend B. Friedman Jr. seine Akkreditierung. Er verblieb auf diesem Posten bis zum 20. Juli 1996 und wurde daraufhin von Brian D. Curran abgelöst, nachdem Michael McKinley von Juli 1996 bis Dezember 1997 kommissarischer Geschäftsträger war. In dieser Zeit wurde er mit dem „Christian Herter“-Award for Constructive Dissent ausgezeichnet. Anschließend erfolgte am 2. Juli 1996 seine Berufung zum Botschafter in Peru, wo er am 16. Oktober 1996 als Nachfolger von Alvin P. Adams sein Beglaubigungsschreiben überreichte. Dieses Amt hatte er bis zum 3. Juli 1999 inne, woraufhin John R. Hamilton seine dortige Nachfolge antrat. Während dieser Zeit erwarb er 1998 einen Doctor of Philosophy (Ph.D.) im Fach Internationale Beziehungen an der Witwatersrand-Universität in Johannesburg.
Nach seiner Rückkehr war Dennis C. Jett zwischen 1999 und 2000 als Diplomat in Residence noch als Dozent am Carter Center in Atlanta tätig, eine 1982 vom ehemaligen US-Präsidenten Jimmy Carter und seiner Ehefrau Rosalynn Carter gegründete Non-Profit-Organisation, die gemeinsam mit dem Jimmy Carter Library and Museum das Carter Presidential Center bildet. Im August 2000 schied er aus dem diplomatischen Dienst und übernahm zunächst eine Professur an der University of Florida, an der er bis 2008 auch Dekan des neu gegründeten Internationalen Zentrums war, sowie später eine Professur an der Pennsylvania State University. Außerdem war er für das Western Hemisphere Institute for Security Cooperation WHINSEC tätig, ein Trainingscamp der US Army in Fort Benning in Columbus (Georgia), USA.

## Veröffentlichungen
- Why peacekeeping fails, New York City 2000
- Why American foreign policy fails. Unsafe at home and despised abroad, New York City 2008
- American ambassadors. The past, present, and future of America’s diplomats, New York City 2014
- The Iran Nuclear Deal. Bombs, Bureaucrats, and Billionaires, Cham 2018, ISBN 978-3-319-59822-2